# Cryptonychus leoninus
Cryptonychus leoninus es una especie de insecto coleóptero de la familia Chrysomelidae.
Fue descrita científicamente en 1933 por Spaeth.